# Луаньон, Ариан
Ариан Луаньон (фр. Ariane Loignon; род. 2 мая 1965 года, в Репантиньи, провинция Квебек. Канада) — канадская конькобежка, специализирующаяся в шорт-треке. Участвовала в Олимпийских играх 1988 года. Чемпионка мира 1986 года по шорт-треку в эстафете.

## Биография
Ариан Луаньон родилась в 1965 году в небольшом городке Репантиньи. Её родители помогали и поддерживали её с раннего детства в конькобежном спорте, а её дядя тренировал. В возрасте 14 лет она дебютировала в национальных соревнованиях, и уже через год выиграла многоборье среди юниоров. В 1983 году заняла 2-е место на чемпионате Канады среди взрослых. В 1984 году впервые приняла участие на чемпионате мира по многоборью в Девентере, где заняла 23-е место в общей классификации по сумме 4-х дистанции.
Через 2 года в феврале на чемпионате мира по многоборью в Гааге заняла 29-е место, выступив на трёх дистанциях и не попав на 5000 м. В том же 1986 году на чемпионате мира по шорт-треку в Шамони выиграла в эстафете золотую медаль. Ариан Луиньон участвовала на этапах Кубка мира и в 1987 году заняла 6-е место в финале Кубка на дистанции 3000 м, и 15-е места на 500 и 1500 м.
В 1988 году на чемпионате мира в чемпионате мира по многоборью в Шиене заняла 11-е место в классификации. На Олимпийских играх в Калгари участвовала на всех дистанциях, где заняла лучшие 14-е место на 1500 м и 15-е на 3000 м. В сезоне 1988/89 она впервые выиграла чемпионат Канады в многоборье и заняла 19-е место в комбинации спринта на чемпионате мира в Херенвене.
В 1989 году на чемпионате мира по многоборью в Лейк-Плэсиде Ариан добилась наилучшего результата, выиграла серебро на 500 м, но в итоге по сумме трёх дистанции заняла 19-е место, а в 1990 году в Калгари была 21-й в сумме и 22-й в спринтерском многоборье. В марте 1990 года в финале Кубка мира заняла 8-е места на дистанциях 500 и 1000 м, после чего завершила карьеру.

## После спорта
Ариан Луаньон после карьеры окончила Университет Лаваля на факультете политологии, а с 1991 года работала тренером в клубе шорт-трека в Сен-Ромуальде и была на протяжении двадцати лет в этой должности в клубах Сен-Ромуальд и Леви, а также в Региональном центре в Квебеке. Она также работала волонтёром. Теперь работает советником по спорту в своём городе Леви, где живёт сегодня. Летом 1988 года вышла за муж за Роберта Дюбрея, у них трое детей: Лоран Дюбрей, член национальной сборной Канады по конькобежному спорту, чемпион мира на 500 м, а также младший сын Даниэль и дочь Анна-Белль.

## Награды
- 1999 год - внесена в зал Славы конькобежного спорта Канады

## Внешние ссылки
- Профиль на isu
- Результаты на the-sports.org
- данные на olympics.com
- Досье на speedskatingnews.info
- Профиль на facebook.com